# Uroš Murn
Uroš Murn (Novo mesto, 9 februari 1975) is een voormalig Sloveens wielrenner. Hij was beroepsrenner tussen 1997 en 2010.

## Belangrijkste overwinningen
2000
- 3e etappe Ronde van Slovenië
- Sprintklassement Ronde van Slovenië

2002
- GP Krka

2003
- Stausee Rundfahrt Klingnau

2004
- GP Krka
- Sloveens kampioenschap op de weg, Elite

2005
- 1e etappe Catalaanse Wielerweek

## Resultaten in voornaamste wedstrijden
| Jaar | Ronde van Italië | Ronde van Frankrijk | Ronde van Spanje |
| ---- | ---------------- | ------------------- | ---------------- |
| 2001 | 81e              |                     |                  |
| 2002 | 86e              |                     |                  |
| 2004 | 92e              |                     |                  |
| 2005 | 94e              |                     |                  |
| 2006 |                  |                     | 113e             |

| Jaar | Milaan-San Remo | Gent-Wevelgem | Ronde van Vlaanderen | Parijs-Roubaix | Amstel Gold Race | Luik-Bast.‑Luik | Ronde van Lombardije | Parijs-Tours | Omloop Het Volk |  | WK op de weg |  | Wereldranglijsten |
| ---- | --------------- | ------------- | -------------------- | -------------- | ---------------- | --------------- | -------------------- | ------------ | --------------- |  | ------------ |  | ----------------- |
| 2001 | 53e             |               |                      |                |                  |                 | 41e                  |              |                 |  |              |  |                   |
| 2002 | 55e             |               |                      |                |                  |                 |                      |              |                 |  | 69e          |  |                   |
| 2004 |                 |               | 59e                  |                | 91e              |                 | 49e                  | 8e           |                 |  | 30e          |  |                   |
| 2005 |                 | 48e           | 36e                  | 54e            | 23e              |                 |                      | 9e           | 6e              |  | 31e          |  | 148e (UPT)        |
| 2006 | 22e             | 53e           |                      |                |                  | 83e             |                      |              |                 |  | 7e           |  | 187e (UPT)        |